# Слатина (Хорватія)
Слатина (хорв. Slatina) — місто в східній Хорватії в західній Славонії, адміністративно підпорядковане Вировитицько-Подравській жупанії.

## Населення
Населення громади за даними перепису 2011 року становило 13 686 осіб, 5 з яких назвали рідною українську мову. Населення самого міста становило 10208 осіб.
Динаміка чисельності населення громади:
Динаміка чисельності населення міста:

## Населені пункти
Крім міста Слатина, до громади також входять: 
- Бакич
- Бистриця
- Доні Меляни
- Голенич
- Горній Михоляць
- Іванбрієг
- Козицє
- Лукаваць
- Марково
- Мединці
- Новий Сенковаць
- Радосавці
- Сладоєвацький Луг
- Сладоєвці

## Клімат
Середня річна температура становить 11,09°C, середня максимальна – 24,86°C, а середня мінімальна – -4,90°C. Середня річна кількість опадів – 766 мм.
| Клімат міста                                  | Клімат міста | Клімат міста | Клімат міста | Клімат міста | Клімат міста | Клімат міста | Клімат міста | Клімат міста | Клімат міста | Клімат міста | Клімат міста | Клімат міста | Клімат міста |
| Показник                                      | Січ.         | Лют.         | Бер.         | Квіт.        | Трав.        | Черв.        | Лип.         | Серп.        | Вер.         | Жовт.        | Лист.        | Груд.        |              |
| Середній максимум, °C                         | 6,65         | 7,99         | 12,42        | 16,79        | 21,83        | 24,86        | 24,38        | 23,96        | 19,79        | 14,66        | 9,12         | 4,88         |              |
| Середня температура, °C                       | 0,87         | 2,21         | 6,65         | 11,03        | 16,06        | 19,09        | 21,12        | 20,68        | 16,49        | 11,39        | 5,86         | 1,60         |              |
| Середній мінімум, °C                          | −4,9         | −3,55        | 0,87         | 5,26         | 10,29        | 13,32        | 17,84        | 17,41        | 13,24        | 8,12         | 2,58         | −1,67        |              |
| Норма опадів, мм                              | 46           | 42           | 47           | 60           | 73           | 93           | 71           | 74           | 61           | 66           | 75           | 58           |              |
| Середньомісячна швидкість вітру, м/с          | 2.20         | 2.48         | 2.78         | 2.66         | 2.40         | 2.20         | 2.10         | 1.93         | 1.99         | 2.03         | 2.19         | 2.26         |              |
| Середньомісячна сонячна радіація, кДж/м²·день | 4163         | 6906         | 10794        | 15252        | 19341        | 21466        | 22260        | 19870        | 14745        | 9090         | 4725         | 3510         |              |
| --------------------------------------------- | ------------ | ------------ | ------------ | ------------ | ------------ | ------------ | ------------ | ------------ | ------------ | ------------ | ------------ | ------------ | ------------ |
| Джерело:                                      |              |              |              |              |              |              |              |              |              |              |              |              |              |